# Jos Kruit
Jos Kruit (Alkmaar, 17 de agosto de 1945) es una escultora, pintora e ilustradora neerlandesa.

## Datos biográficos
Jos Kruit realizó una de las nueve esculturas del proyecto Songlines. Se trata de una serie de esculturas realizadas con un poste o mástil como base. Kruit realizó una veleta - en neerlandés: Windwijzer. Esta pieza se instaló el año 1998 en la calle Nok del barrio de Kersenboogerd, Hoorn.
Es la autora de la escultura sin título, que forma parte del proyecto Sokkelplan de La Haya y que fue instalada en la calle Kalvermarkten el año 2007.

## Obras
- Sin título - Zonder titel (2007) , La Haya , Kalvermarkt, dentro del proyecto Sokkelplan.[2]

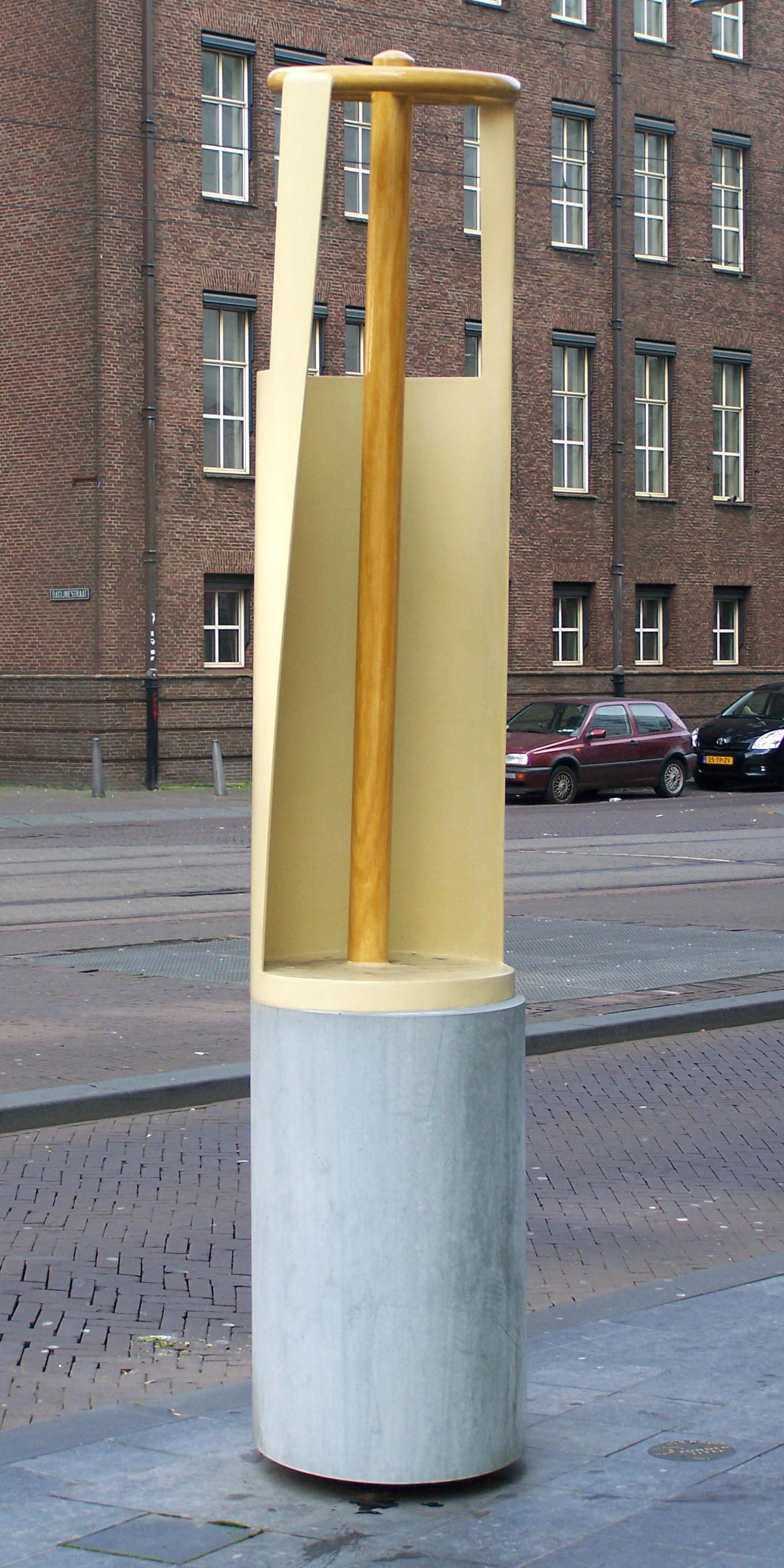
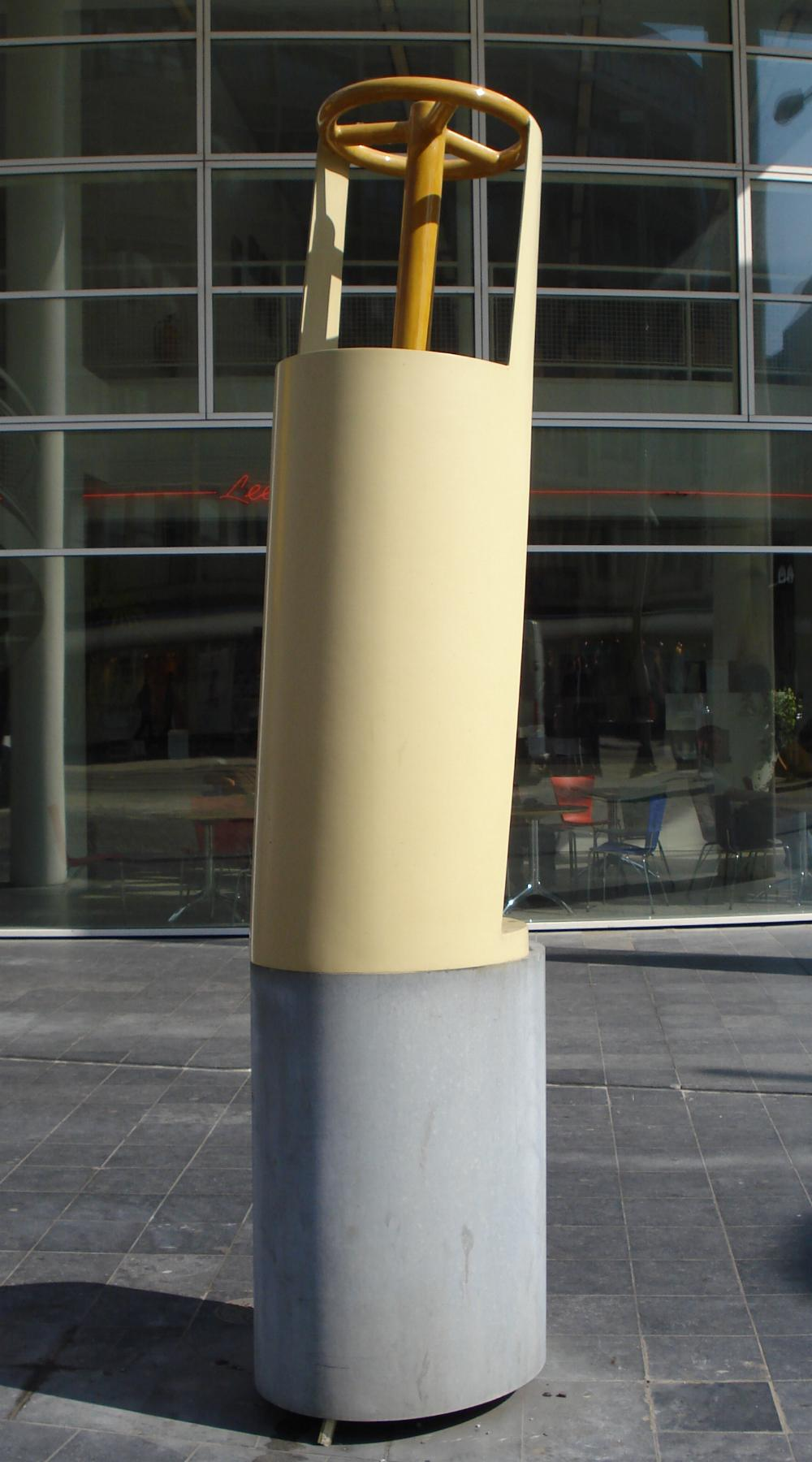

- Veleta -Windwijzer  (1998), dentro del proyecto Songlines, uno de un total de nueve elementos "Songlines", en el barrio de la Kersenboogerd, en la calle Nok de Hoorn.

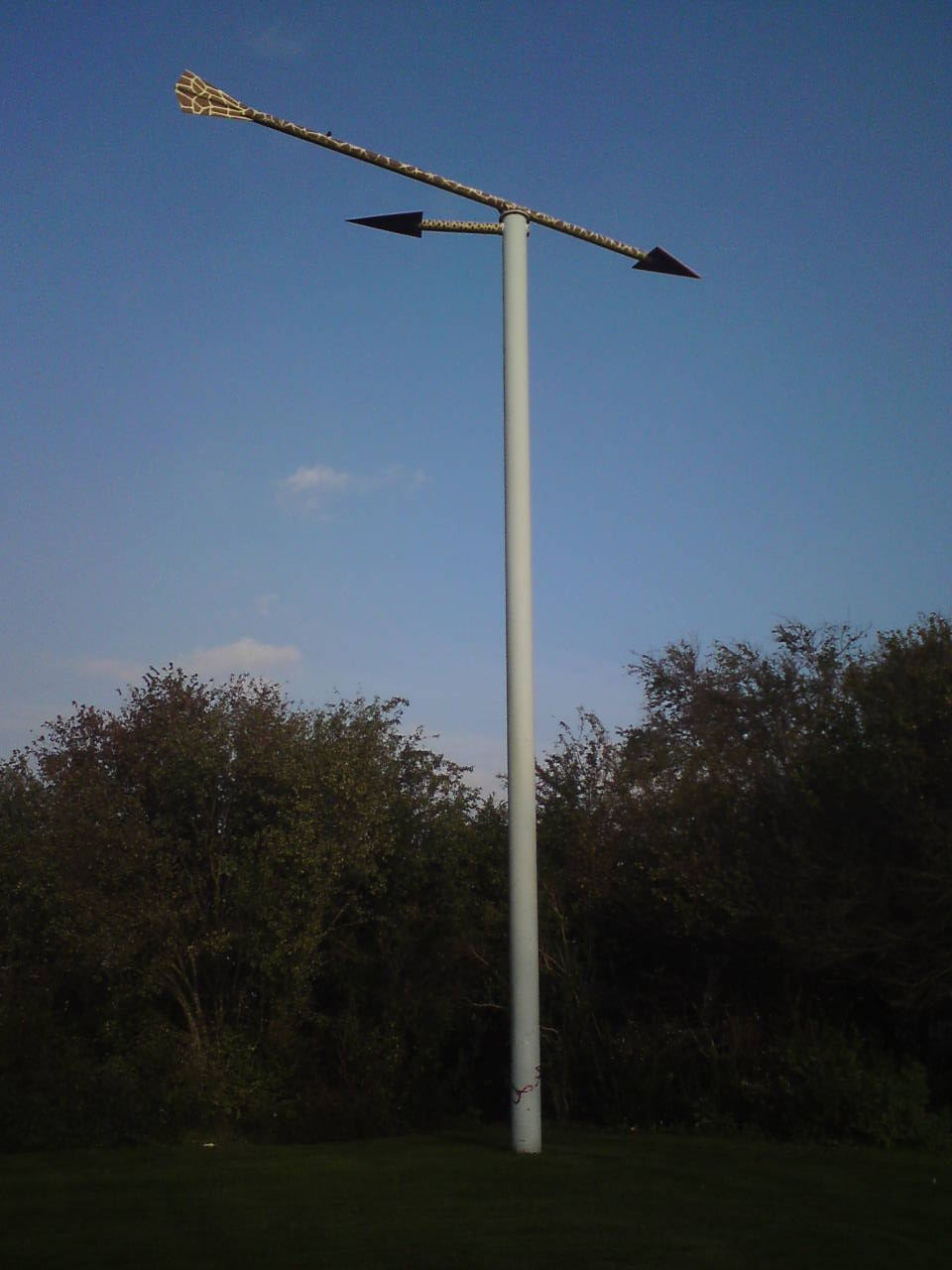